# Kumici
Kumici ili Kumiki (kumički: Къумукълар, ruski: Кумыки) turkijski su narod koji pretežito živi u Dagestanu, Čečeniji i Sjevernoj Osetiji. Pretežito su suniti. Govore kumičkim jezikom.